# Rhynchites lenaeus
Rhynchites lenaeus is een keversoort uit de familie Rhynchitidae. De wetenschappelijke naam van de soort is voor het eerst geldig gepubliceerd in 1891 door Faust.